# Saison 2007-2008 de snooker
Navigation
2006-2007 2008-2009
La saison 2007-2008 de snooker est la 40e saison de snooker. Elle regroupe 37 tournois organisés par la WPBSA entre le 17 mai 2007 et juin 2008.

## Nouveautés
- Apparition au calendrier du Masters de Shanghai en tant que tournoi classé au détriment de la coupe de Malte qui perd ce statut.

## Calendrier
| C = Tournoi classé (professionnel)                  |
| NC = Tournoi non classé (professionnel)             |
| TE = Tournoi par équipes (professionnel et amateur) |
| P/A = Tournoi pro-am (professionnel et amateur)     |
| SIP = Séries internationales Pontins (amateur)      |

| Dates (mois-jour) | Dates (mois-jour) | Tournoi                                    | Lieu        | Site                                           | Cat. | Vainqueur            | Finaliste          | Score | Références |
| 05-17             | 05-20             | Open d'Autriche                            | Wels        | BRP Hall                                       | P/A  | Tom Ford             | Stephen Lee        | 5-4   |            |
| 06–16             | 06–17             | Tournoi de Varsovie                        | Varsovie    | Halle Torwar                                   | NC   | Mark Selby           | John Higgins       | 5–3   | [ 2 ]      |
| 07–14             | 07–15             | Challenge Europe-Asie                      | Wan Chai    | Stade de la Reine Élisabeth                    | NC   | John Higgins         | James Wattana      | 5–4   | [ 3 ]      |
| 07–16             | 07–20             | Séries internationales Pontins (épreuve 1) | Prestatyn   | Pontins                                        | SIP  | Simon Bedford (en)   | Gary Wilkinson     | 6–3   | ,          |
| 08–05             | 08–10             | Séries internationales Pontins (épreuve 2) | Prestatyn   | Pontins                                        | SIP  | Kuldesh Johal (en)   | Andrew Pagett (en) | 6–4   | ,          |
| 08–06             | 08–12             | Masters de Shanghai                        | Shanghai    | Stade en salle de Shanghai                     | C    | Dominic Dale         | Ryan Day           | 10–6  | [ 7 ]      |
| 08–14             | 08–19             | Open d'Angleterre Paul Hunter              | Leeds       | Northern Snooker Centre                        | P/A  | Matthew Couch        | Neil Robertson     | 6–5   | ,          |
| 08–18             | 08–19             | Classique d'Irlande                        | Dublin      | Raphael's Snooker Club                         | NC   | David Morris (en)    | Fergal O'Brien     | 5–3   | ,          |
| 08–23             | 08–26             | Classique Paul Hunter                      | Fürth       | Stadthalle                                     | P/A  | Barry Pinches        | Ken Doherty        | 4–0   | [ 12 ]     |
| 09–07             | 09–12             | Épreuve qualificative au Masters           | Sheffield   | English Institute of Sport                     | NC   | Barry Hawkins        | Kurt Maflin        | 6–4   | [ 13 ]     |
| 09–25             | 09–30             | Championnat d'Irlande                      | Dublin      | Red Cow Exhibition Centre                      | NC   | Ken Doherty          | Fergal O'Brien     | 9–2   | [ 14 ]     |
| 09–23             | 09–28             | Séries internationales Pontins (épreuve 3) | Prestatyn   | Pontins                                        | SIP  | Paul Davison         | Michael King       | 6–2   | ,          |
| 10–06             | 10–06             | Pot Black                                  | Sheffield   | Sheffield City Hall                            | NC   | Ken Doherty          | Shaun Murphy       | 1–0   | [ 16 ]     |
| 10–14             | 10–19             | Séries internationales Pontins (épreuve 4) | Prestatyn   | Pontins                                        | SIP  | Matthew Couch        | Michael Wild (en)  | 6–3   | ,          |
| 10–13             | 10–21             | Grand Prix                                 | Aberdeen    | A.E.C.C.                                       | C    | Marco Fu             | Ronnie O'Sullivan  | 9–6   | [ 18 ]     |
| 10-??             | 10-??             | Tournoi Pontins pro-am (automne)           | Prestatyn   | Pontins                                        | P/A  | Jamie Cope           | Lee Page (en)      | 5-0   |            |
| 10–27             | 11–02             | Jeux asiatiques en salle (individuel)      | Macao       | Dôme de Macao                                  | P/A  | Mohammed Shehab (en) | James Wattana      | 4–3   | [ 19 ]     |
| 10–27             | 11–02             | Jeux asiatiques en salle (par équipes)     | Macao       | Dôme de Macao                                  | TE   | Hong Kong            | Chine              | 3-0   |            |
| 11–04             | 11–11             | Trophée d'Irlande du Nord                  | Belfast     | Waterfront Hall                                | C    | Stephen Maguire      | Fergal O'Brien     | 9–5   | [ 20 ]     |
| 11-15             | 11-18             | Open de Suisse                             | Zofingen    | Billard Center Im Funken                       | P/A  | Dave Harold          | Ken Doherty        | 5-0   |            |
| 12-01             | 12-02             | Tournoi pro-am Pontins (séries mondiales)  | Prestatyn   | Pontins                                        | P/A  | Joe Perry            | Ricky Walden       | 4–2   |            |
| 09–06             | 12–03             | Première ligue                             | Aberdeen    | A.E.C.C.                                       | NC   | Ronnie O'Sullivan    | John Higgins       | 7–4   | [ 21 ]     |
| 12–11             | 12–15             | Séries internationales Pontins (épreuve 5) | Prestatyn   | Pontins                                        | SIP  | Peter Lines          | Daniel Wells       | 6–5   | ,          |
| 12–08             | 12–16             | Championnat du Royaume-Uni                 | Telford     | Telford International Centre                   | C    | Ronnie O'Sullivan    | Stephen Maguire    | 10–2  | [ 23 ]     |
| 12-??             | 12-??             | Open des Pays-Bas                          | Bois-le-Duc |                                                | P/A  | Michael Holt         | Barry Pinches      | 6-4   |            |
| 01-??             | 01-??             | Open des trois rois                        | Rankweil    | Patricks Candian Taverne                       | P/A  | Dominic Dale         | Richard McHugh     | 5-0   |            |
| 01–13             | 01–20             | Masters                                    | Londres     | Wembley Arena                                  | NC   | Mark Selby           | Stephen Lee        | 10–3  | ,          |
| 02–04             | 02–10             | Coupe de Malte                             | San Ġiljan  | Hilton Conference Center                       | NC   | Shaun Murphy         | Ken Doherty        | 9–3   | ,          |
| 02–11             | 02–17             | Open du pays de Galles                     | Newport     | Newport Centre                                 | C    | Mark Selby           | Ronnie O'Sullivan  | 9–8   | ,          |
| 02–15             | 02–19             | Séries internationales Pontins (épreuve 6) | Prestatyn   | Pontins                                        | SIP  | Kuldesh Johal (en)   | Simon Bedford (en) | 6–5   | ,          |
| 03–24             | 03–28             | Séries internationales Pontins (épreuve 7) | Prestatyn   | Pontins                                        | SIP  | Jamie Jones          | Peter Lines        | 6–2   | ,          |
| 03–24             | 03–30             | Open de Chine                              | Pékin       | Gymnase des étudiants de l'université de Pékin | C    | Stephen Maguire      | Shaun Murphy       | 10–9  | [ 32 ]     |
| 04–13             | 04–18             | Séries internationales Pontins (épreuve 8) | Prestatyn   | Pontins                                        | SIP  | Liam Highfield       | Justin Astley (en) | 6–2   | ,          |
| 04–19             | 05–05             | Championnat du monde                       | Sheffield   | Crucible Theatre                               | C    | Ronnie O'Sullivan    | Ali Carter         | 18–8  | [ 34 ]     |
| 02–25             | 05–15             | Championnat de la ligue                    | Stock       | Crondon Park Golf Club                         | NC   | Joe Perry            | Mark Selby         | 3–1   | ,          |
| 05–14             | 05–18             | Coupe de Huangshan                         | Hefei       | Bureau des sports d'Anhui                      | NC   | Ali Carter           | Marco Fu           | 5–3   | ,          |
| 06-??             | 06-??             | Tournoi Pontins pro-am (printemps)         | Prestatyn   | Pontins                                        | P/A  | David Grace          | Nigel Bond         | 5-1   |            |

## Attribution des points
Points attribués lors des épreuves comptant pour le classement mondial :
| Tournoi                    | Joueurs (nombre / statut) | 96  | 80   | 64   | 48   | 32   | 16   | Quart de finalistes | Demi-finalistes | Finaliste | Vainqueur |
| Masters de Shanghai,       | Non tête de série         | 400 | 650  | 900  | 1150 | 1400 | 1900 | 2500                | 3200            | 4000      | 5000      |
| Masters de Shanghai,       | Tête de série             | 200 | 325  | 450  | 575  | 700  | 1900 | 2500                | 3200            | 4000      | 5000      |
| Trophée d'Irlande du Nord  | Non tête de série         | 400 | 650  | 900  | 1150 | 1400 | 1900 | 2500                | 3200            | 4000      | 5000      |
| Trophée d'Irlande du Nord  | Tête de série             | 200 | 325  | 450  | 575  | 700  | 1900 | 2500                | 3200            | 4000      | 5000      |
| Championnat du Royaume-Uni | Non tête de série         | 600 | 975  | 1350 | 1725 | 2100 | 2850 | 3750                | 4800            | 6000      | 7500      |
| Championnat du Royaume-Uni | Tête de série             | 300 | 488  | 675  | 863  | 1050 | 2850 | 3750                | 4800            | 6000      | 7500      |
| Open du pays de Galles     | Non tête de série         | 400 | 650  | 900  | 1150 | 1400 | 1900 | 2500                | 3200            | 4000      | 5000      |
| Open du pays de Galles     | Tête de série             | 200 | 325  | 450  | 575  | 700  | 1900 | 2500                | 3200            | 4000      | 5000      |
| Open de Chine              | Non tête de série         | 400 | 650  | 900  | 1150 | 1400 | 1900 | 2500                | 3200            | 4000      | 5000      |
| Open de Chine              | Tête de série             | 200 | 325  | 450  | 575  | 700  | 1900 | 2500                | 3200            | 4000      | 5000      |
| Championnat du monde,      | Non tête de série         | 800 | 1300 | 1800 | 2300 | 2800 | 3800 | 5000                | 6400            | 8000      | 10000     |
| Championnat du monde,      | Tête de série             | 400 | 650  | 900  | 1150 | 1400 | 3800 | 5000                | 6400            | 8000      | 10000     |

| Tournoi     | Phase de groupe 1 | Phase de groupe 1 | Phase de groupe 1 | Phase de groupe 1 | Phase de groupe 2 | Phase de groupe 2 | 16   | Quart de finalistes | Demi-finalistes | Finaliste | Vainqueur |
| Tournoi     | 7–8               | 5–6               | 3–4               | 1–2               | 5–6               | 3–4               | 16   | Quart de finalistes | Demi-finalistes | Finaliste | Vainqueur |
| Grand Prix, | 250               | 813               | 1125              | 1438              | 719               | 1750              | 2375 | 3125                | 4000            | 5000      | 6250      |

## Classement mondialen début et fin de saison

### Après lechampionnat du monde 2007
| Rang | Évol.           | Joueur            | Points |
| 1    | en augmentation | John Higgins      | 42250  |
| 2    | en augmentation | Graeme Dott       | 37775  |
| 3    | en augmentation | Shaun Murphy      | 37700  |
| 4    | en diminution   | Ken Doherty       | 35800  |
| 5    | en diminution   | Ronnie O'Sullivan | 33600  |
| 6    | en augmentation | Peter Ebdon       | 33550  |
| 7    | en augmentation | Neil Robertson    | 33125  |
| 8    | en diminution   | Stephen Hendry    | 32475  |
| 9    | en augmentation | Ding Junhui       | 30800  |
| 10   | en diminution   | Stephen Maguire   | 30550  |
| 11   | en augmentation | Mark Selby        | 27400  |
| 12   | en diminution   | Mark Williams     | 27125  |
| 13   | en diminution   | Stephen Lee       | 26150  |
| 14   | en augmentation | Ali Carter        | 25300  |
| 15   | en diminution   | Steve Davis       | 24950  |
| 16   | en augmentation | Ryan Day          | 24500  |

### Après lechampionnat du monde 2008
| Rang | Évol.         | Joueur            | Points |
| 1    | 4             | Ronnie O'Sullivan | 50450  |
| 2    | 8             | Stephen Maguire   | 45525  |
| 3    | en stagnation | Shaun Murphy      | 45050  |
| 4    | 7             | Mark Selby        | 38325  |
| 5    | 4             | John Higgins      | 37925  |
| 6    | 2             | Stephen Hendry    | 34275  |
| 7    | 7             | Ali Carter        | 34175  |
| 8    | 8             | Ryan Day          | 33875  |
| 9    | 3             | Peter Ebdon       | 32975  |
| 10   | 3             | Neil Robertson    | 32950  |
| 11   | 2             | Ding Junhui       | 32194  |
| 12   | 6             | Joe Perry         | 30425  |
| 13   | 11            | Graeme Dott       | 27144  |
| 14   | 13            | Marco Fu          | 27000  |
| 15   | 6             | Mark King         | 26000  |
| 16   | 13            | Mark Allen        | 25725  |